# Bluefree
Bluefree es una variedad cultivar de ciruelo (Prunus domestica), de las denominadas ciruelas europeas.
Una variedad de ciruela criada en 1947, mediante el cruce de las variedades 'Stanley' x 'President'. Las frutas tienen un tamaño de grande a muy grande, con un color azul púrpura, y una pulpa de color amarillo verdoso firme y muy jugosa con un sabor bastante dulce. Tolera las zonas de rusticidad según el departamento USDA, de nivel 5b, 5a, 6b, 6a, 7b, 7a.

## Sinonimia
- "Bluefre",
- "Blue free",
- "Prunus domestica 'Bluefire".

## Historia
'Bluefree' variedad de ciruela que fue obtenida en la "Estación Experimental de Frutas del Estado de Missouri" «Missouri State Fruit Experiment Station» (Mountain Grove) por Paul H. Shepard en 1947,  mediante el cruce de 'Stanley' como "Parental Madre" x el polen de 'President' como "Parental Padre".

## Características
'Bluefree' árbol de características de crecimiento son similares a las de la variedad 'President'. El crecimiento es exuberante, erguido y la fertilidad es alta. Es necesario realizar un aclareo. Los frutos cuelgan firmemente del árbol y pueden durar hasta cuatro semanas. Flor blanca, que tiene un tiempo de floración que comienza a partir del 15 de abril con el 10% de floración, para el 19 de abril tiene una floración completa (80%), y para el 1 de mayo tiene un 90% de caída de pétalos.
'Bluefree' tiene una talla de tamaño grande a muy grande (peso promedio de 60gr) de forma elíptica ligeramente asimétrica; epidermis tiene una piel azul púrpura recubierta de abundante pruina, fina, violácea; sutura con línea poco visible, de color algo más oscuro que el fruto. Situada en una depresión muy suave, algo más acentuada junto a cavidad peduncular; pedúnculo de longitud mediano, fuerte, con una longitud promedio de 16.17 mm, leñoso, con escudete muy marcado, muy pubescente, con la cavidad del pedúnculo estrecha, poco profunda, rebajada en la sutura y más levemente en el lado opuesto; pulpa de color amarillo verdoso, la fruta es dulce y jugosa.
Hueso fácilmente separable, grande, alargado, muy asimétrico, con el surco dorsal muy ancho y profundo, los laterales más superficiales, zona ventral poco sobresaliente, superficie rugosa.
Su tiempo de recogida de cosecha se inicia en su maduración justo antes que la variedad 'Stanley', a finales de agosto. Puede permanecer madura en el árbol hasta 30 días sin desprenderse.

## Usos
Se usa comúnmente como postre fresco de mesa buena ciruela de postre de fines de verano.
También se usa por su alto contenido de azúcar lo convierte en una excelente opción para enlatar y secar.

## Cultivo
Variedad cultivada principalmente en Canadá, Estados Unidos, y República Checa.

## Características y precauciones
Presenta veneno tóxico bajo, cuyo principio es del grupo de los "glucósidos cianogénicos" presente en hojas (particularmente tóxico en el proceso de marchitamiento), semillas, y en los tallos.
Síntomas de envenenamiento: presentando mucosas de color rojo ladrillo, pupilas dilatadas, dificultad para respirar, jadeo, shock.